# Adolphe Hug
Adolphe Hug (* 23. September 1923 in Zürich; † 24. September 2006) war ein Schweizer Fussballtorhüter. Er nahm mit der Nationalmannschaft seines Landes an der Fussball-Weltmeisterschaft 1950 teil.

## Karriere

### Verein
Auf Vereinsebene spielte Hug im Seniorenbereich für den Grasshopper Club Zürich. 1942 wechselte er zum FC Lausanne-Sport. Dort gewann er den Schweizer Cup 1944 und wurde in den Spielzeiten 1946/47 und 1947/48 zum Torhüter des Jahres in der Schweizer Meisterschaft gewählt. Die Spielzeit 1949/50 bestritt er für den Zweitligisten Urania Genève Sport, den er nach einem Jahr verliess, um erneut in die Nationalliga A zum FC Locarno zu wechseln, wo er seine aktive Laufbahn beendete.

### Nationalmannschaft
Hug debütierte am 19. März 1950 beim 3:3 im Freundschaftsspiel gegen Österreich in der Schweizer Nationalmannschaft.
Obwohl er in der zweitklassigen Nationalliga B spielte, berief ihn Nationaltrainer Franco Andreoli in den Schweizer Kader bei der Weltmeisterschaft 1950 in Brasilien. In den ersten beiden Vorrundenspielen gegen Jugoslawien und den Gastgeber hütete Georges Stuber das Schweizer Tor. Als nach zwei Spielen bereits feststand, dass die Schweiz die Finalrunde nicht mehr erreichen konnte, kam Hug beim 2:1-Sieg im abschliessenden Gruppenspiel gegen Mexiko zum Einsatz.
Sein letztes von insgesamt fünf Länderspielen bestritt Hug am 18. Februar 1951 beim 3:6 im Freundschaftsspiel gegen Spanien.

## Erfolge
- Schweizer Cupsieger: 1944